# Potentilla astracanica
Potentilla astracanica là loài thực vật có hoa trong họ Hoa hồng. Loài này được Jacq. miêu tả khoa học đầu tiên năm 1781.